# Billene Seyoum
Billene Seyoum Woldeyes (em amárico: ቢለኔ ሥዩም ወልደየስ; nascida em 1982) é uma política, poeta, autora e feminista etíope que atua como secretária de imprensa estrangeira do gabinete do primeiro-ministro da Etiópia desde 2018. Billene fala como porta-voz estrangeira do primeiro-ministro em inglês.

## Início de vida
Billene nasceu em Adis Abeba, Etiópia. Ela é a última nascida entre três filhos, e tem dois irmãos. Ela se mudou para Harare, Zimbábue ainda jovem, antes de se mudar para o Canadá e depois voltar para a Etiópia.
Em seu livro, Billene escreve sobre essa criação multinacional: "Passei metade da minha vida fora de meu país natal, a Etiópia. No entanto, algumas normas de Ethiopiawinet (Etiopia) introduzidas em mim através da socialização se sustentaram ao longo dos anos."

## Educação
Ao terminar o ensino médio em Harare, Billene completou dois anos de faculdade em Gestão de Marketing na Addis Abeba University, College of Commerce. Ela estudou Relações Internacionais na University of British Columbia, Vancouver de 2004 a 2008. Billene obteve um mestrado em Gênero e Construção da Paz pela Universidad para la Paz e, posteriormente, outro mestrado em Paz, Segurança, Desenvolvimento e Transformação de Conflitos Internacionais na Universidade de Innsbruck, na Áustria.

## Carreira
Billene voltou para Addis Abeba no final de 2010 e começou sua carreira lá.
Em 2010, três semanas depois, ela iniciou seu blog EthiopianFeminism(Feminismo Etíope, em português). Em 2012, ela renomeou o site para AfricanFeminism (Feminismo Africano, em português). AfricanFeminism é uma plataforma digital feminista africana que compartilha obras de escritoras africanas feministas enquanto encoraja o diálogo. O objetivo do blog é: "compreender questões semelhantes no continente e se envolver com outras feministas africanas. Foi também uma resposta à falta de vozes etíopes em questões continentais".
Em 2011, Billene co-formou um coletivo de poesia falada chamado Zemneged-Andinet (que significa "de um lugar de unidade", em amárico). Billene afirmou que o coletivo consistia em "poetas inglesas e amáricas que acreditam nas palavras como meio de expressão artística". O coletivo se apresentou em casas de shows em Addis Abeba.
De 2011 a 2013, Billene atuou como vice-líder de treinamento no Instituto de Estudos de Paz e Segurança - Programa de Paz e Segurança na África em Adis Abeba.
Em 2013, Billene foi presidente da Associação de Mulheres de Negócios da Etiópia (AWiB).
Em 2014, ela publicou seu livro Transformative Spaces: Enabling Authentic Female Leadership Through Self Transformation. O caso da AWiB.
Desde 2010, ela publica em vários boletins, incluindo Pambazuka News, sobre temas que dizem respeito aos direitos de mulheres e meninas.
Ela também atuou como editora de um boletim informativo para a Association for Women's Sanctuary and Development (AWSAD).
Billene trabalhou como consultora no projeto Programa de Crescimento Agrícola-Agribusiness e Desenvolvimento de Mercado (AGP-AMDe) da ACDI-VOCA, onde trabalhou no desenvolvimento e gestão de conteúdo. O projeto AGP-AMDe visa ajudar a aumentar a capacidade dos pequenos agricultores etíopes.
Em 2016, Billene foi escolhida para ser uma Acumen East African Fellow.
Billene também é a fundadora de uma empresa de impacto social Earuyan Solutions.

## Carreira política
Billene foi uma das criadoras do conceito de equilíbrio de gênero 50-50 para o governo etíope. Em uma carta aberta dirigida ao primeiro-ministro, Abiy Ahmed, publicada pelo The Reporter, Billene Seyoum Weldeyes e Sewit Hailesellasie Tadesse pressionaram o primeiro-ministro a trabalhar pela igualdade de gênero e justiça, recomendando algumas ideias que fortaleceriam o compromisso do primeiro-ministro com a igualdade de gênero. Entre eles estava uma recomendação para criar um equilíbrio de gênero 50-50 no gabinete ministerial, no grupo consultivo de gênero do primeiro-ministro, na Lei das OSCs, no Fórum dos Defensores dos Direitos das Mulheres e muito mais. Ahmed respondeu positivamente, nomeando 10 ministras quando formou seu gabinete em 16 de outubro de 2018.
Billene foi então nomeada Secretária de Imprensa do Gabinete do Primeiro-Ministro da Etiópia em novembro de 2018, após o fim do Gabinete de Assuntos de Comunicação do Governo (GCAO).
Múltiplas plataformas notaram a preferência de Billene por não ser tratada com o título Weizero ou Weizerit (traduzido aproximadamente para Sra. ou Srta.).

## Controvérsia
Informações falsas de que Billene havia sido demitida e substituída por Nigussie Tilahun surgiram por volta de 2 de janeiro de 2019. No entanto, Billene continuou a ser a secretária de imprensa responsável pelos meios ingleses e digitais. Nigussu Tilahun ingressou no secretariado como secretária de imprensa, mas para ajudar na seção amárica.

## Trabalhos

### Poesia
Ela é autora de vários poemas, incluindo Things I Imagine Telling My Daughter (Coisas que imagino contar pra minha filha, em português), Make It Happen (Faça acontecer, em português), From Fetus to Woman (De feto a mulher, em português) e outros.
Ensaios e Reflexões
- "Escravidão moderna de mulheres etíopes| Pambazuka News". www.pambazuka.org. Recuperado 2019-01-13.[7]
- "Etiópia: violência contra as mulheres em ascensão | Pambazuka News". www.pambazuka.org. Recuperado 2019-01-15.

### Livro
- Woldeyes, Billene Seyoum (2014. ) Espaços transformativos: habilitando a liderança feminina autêntica por meio da autotransformação - o caso da AWiB.ISBN 3643905025. OCLC 900171333.